# Газимов, Ильдан Ильгизович
Ильдан Ильгизович Газимов (род. 16 июня 2001, Нижнекамск, Татарстан) — российский хоккеист, защитник.

## Биография
Родился в Нижнекамске, в возрасте одного года с семьёй переехал в Набережные Челны. С пяти лет около года занимался тхэквондо. Начинал заниматься хоккеем в «Челнах». В 2016 году перешёл в «Салават Юлаев». Сезон 2018/19 отыграл в клубе GMHL Алмагин Спартанс. В сезоне 2019/20 дебютировал в команде МХЛ «Толпар», со следующего сезона стал также играть за «Торос» в ВХЛ. 27 сентября 2023 года в домашнем матче «Салавата Юлаева» против «Трактора» (5:3) дебютировал в КХЛ.